# Gil Birmingham
Pour les articles homonymes, voir Birmingham (homonymie).
Gil Birmingham est un acteur américain d'ascendance amérindienne (comanche) né le 13 juillet 1953 à San Antonio au Texas.
Il est principalement connu pour ses rôles de Billy Black dans la saga Twilight et Thomas Rainwater dans la série Yellowstone.

## Filmographie

### Cinéma
- 1987 : House 2 : Featured warrior
- 1996 : Le Jaguar de Francis Veber : Garde du corps de Kumare
- 2001 : The Doe Boy : Manny
- 2002 : Mon ami Ben : Peter Sweety
- 2002 : Skins (en) : Sonny Yellow Lodge
- 2008 : Twilight, chapitre I : Fascination : Billy Black
- 2009 : Twilight, chapitre II : Tentation : Billy Black
- 2010 : Love Ranch : le shérif Cortez
- 2010 : Twilight, chapitre III : Hésitation : Billy Black
- 2011 : Rango : Theodore « Teddy » Grank alias « Wounded Bird » (voix)
- 2011 : Shouting Secrets (en) : Cal
- 2011 : Twilight, chapitre IV : Révélation : Billy Black
- 2011 : California Indian : Charles "Chi" Thomas
- 2012 : Twilight, chapitre V : Révélation: Billy Black
- 2013 : Lone Ranger, naissance d'un héros de Gore Verbinski : Red Knee, un comanche
- 2016 : Comancheria : Alberto Parker
- 2017 : Transformers: The Last Knight de Michael Bay : Sherman
- 2017 : Wind River de Taylor Sheridan : Martin Hanson
- 2018 : Saint Judy (en) de Sean Hanish (en) : Michael Bowman
- 2023 : La Fille du roi des marais (The Marsh King's Daughter) de Neil Burger : Clark
- prochainement : Wind River: Rising de Kari Skogland : Martin Hanson

### Télévision
- 1997 :
  - Docteur Quinn, saison 6, épisode 11 : l'homme courageux
  - Buffy contre les vampires, saison 2, épisode 4 : Peru Man ( La_Momie_inca)
- 2002 : L'Ours et l'enfant (Gentle Ben) (TV) : Pete
- 2003 : L'Ours et l'enfant : Danger dans les montagnes (Gentle Ben 2: Danger on the Mountain) (TV) : Pete
- 2006 :
  - Veronica Mars, saison 2 : Leonard Lobo
  - Charmed, saison 8, épisode 12 : Amérindien
- 2009 : Mentalist, saison 2, épisode 18 : Markham Willis
- 2010 : Castle, saison 2, épisode 19 : La Malédiction de la momie
- 2011 : The Lying Game (saison 1, 5 épisodes) : Ben Whitehors
- 2013 : Banshee : Georges Hunter
- 2014 : House of Cards, saison 2 : Daniel Lanagin
- 2015 : Unbreakable Kimmy Schmidt : Virgil White
- 2018– 2019 : Siren : Sheriff Bishop
- 2019 : NCIS : Los Angeles : Commandant Steven Douglas
- 2018 – 2024 : Yellowstone : Thomas Rainwater
- 2022 :
  - Son vrai visage : Charly Bass
  - Sur ordre de Dieu : Bill Taba